# شريان نخاعي قطعي
شريان نخاعي قطعي (بالإنجليزية: Segmental medullary artery)‏‏ هو شريان يتفرعُ من شريان فقري.

## فروعه
يخرجُ منه الفروع التالية:
- شريان نخاعي أمامي